# Reichsreform (Weimarer Republik)
Als Reichsreform werden verschiedene Ansätze und Vorschläge einer Debatte in den Jahren von 1919 bis 1932 verstanden, das politische System der Weimarer Republik zu verändern, das Verhältnis zwischen Deutschem Reich und Ländern neu zu regeln oder das Reichsgebiet neu zu gliedern.

## Geschichte

Vorschlag zur Neugliederung des Reichsgebietes in 14 Freistaaten nach Hugo Preuß, 1919

Nach der Novemberrevolution gab es verschiedene Überlegungen, die überkommene Ländereinteilung des Deutschen Reichs zu reformieren, insbesondere die in Gestalt des Freistaats Preußen weiterhin bestehende Dominanz Preußens abzubauen. Zur Debatte standen auch verschiedene Fragen eines bundes- oder einheitsstaatlichen Aufbaus und der stärkeren Ausrichtung des Reichs auf wirtschaftsgeographische Gesichtspunkte, etwa in Form von „Wirtschaftsprovinzen“ und „Wirtschaftsbezirken“. Die 1919 verabschiedete Weimarer Verfassung erlaubte zwar die Neugliederung von Ländern, jedoch standen den Reformversuchen historisch-eigenstaatliche Beharrungskräfte gegenüber, die sich als stärker erwiesen.
Bayern nahm in der Debatte mit Regierungsdenkschriften zugunsten einer starken Stellung der Länder Stellung.
Ein vieldiskutierter Vorschlag war die Reichsland-Lösung, die der Bund zur Erneuerung des Reiches 1928 vorgestellt hatte. Dieser Ansatz, der Preußen zu einem Reichsland herabgestuft und es unter Verschmelzung nord-, mittel- und westdeutscher Länder in neue „Reichsland-Provinzen“ gegliedert hätte, scheiterte an Bedenken der preußischen Staatsregierung und an Bayern. Mit dem Preußenschlag verwirklichte Reichskanzler Franz von Papen den mit der Reichsland-Lösung verfolgten Ansatz einer Zentralisierung des Reichs im Sommer 1932 per Notverordnung.  
In der Zeit des Nationalsozialismus kam es durch Gleichschaltung zu einer weitgehenden Entmachtung der Länder und zu einem zentralistisch organisierten NS-Staat, der einige Länder einer Neugliederung unterzog und in Gestalt von Reichsgauen eine Parallelstruktur aufbaute. Nach dem Zweiten Weltkrieg ermöglichten die Vier Mächte in Deutschland, das auf der Grundlage des Potsdamer Abkommen bereits einen ersten neuen Zuschnitt in Gestalt von Besatzungszonen erhalten hatte, einen politischen Neuanfang in Form neugebildeter Länder, von denen einige ganz oder zu einem Teil aus dem durch Kontrollratsgesetz Nr. 46 formell aufgelösten Preußen hervorgingen, etwa Brandenburg, Groß-Berlin, Groß-Hessen, Mecklenburg-Vorpommern, Niedersachsen, Nordrhein-Westfalen, Rheinland-Pfalz, Sachsen, Sachsen-Anhalt, Schleswig-Holstein und Württemberg-Hohenzollern. Auf der Grundlage des 1949 beschlossenen Grundgesetzes für die Bundesrepublik Deutschland wurden verschiedene Ansätze der Reichsreform-Debatte unter dem Begriff Neugliederung des Bundesgebietes fortgeführt.